# Crematogaster scutellaris
Crematogaster scutellaris (Olivier, 1792) è una formica appartenente alla sottofamiglia Myrmicinae, diffusa nei paesi dell'area mediterranea.

## Descrizione
Le operaie di Crematogaster scutellaris sono formiche di medie dimensioni (4–6 mm di lunghezza) che presentano una testa ovoidale di colore rossastro, contrastante con il resto del corpo che è invece di colore nerastro.

Le antenne sono composte da 11 segmenti, con gli ultimi 3 segmenti claviformi. Gli occhi sono di media grandezza, la mandibola è triangolare. Il pronoto è privo di spine; queste sono invece presenti sul propodeo. Il peziolo è appiattito, grossolanamente rettangolare. Il gastro è cuorifome e termina con un corto pungiglione; viene caratteristicamente puntato verso l'alto quando sono in allarme, per mostrare il pungiglione che espelle una goccia di veleno repellente; a tale comportamento caratteristico si deve il nome volgare di "formiche rizzaculo" con cui sono indicate in diverse regioni italiane.

## Biologia

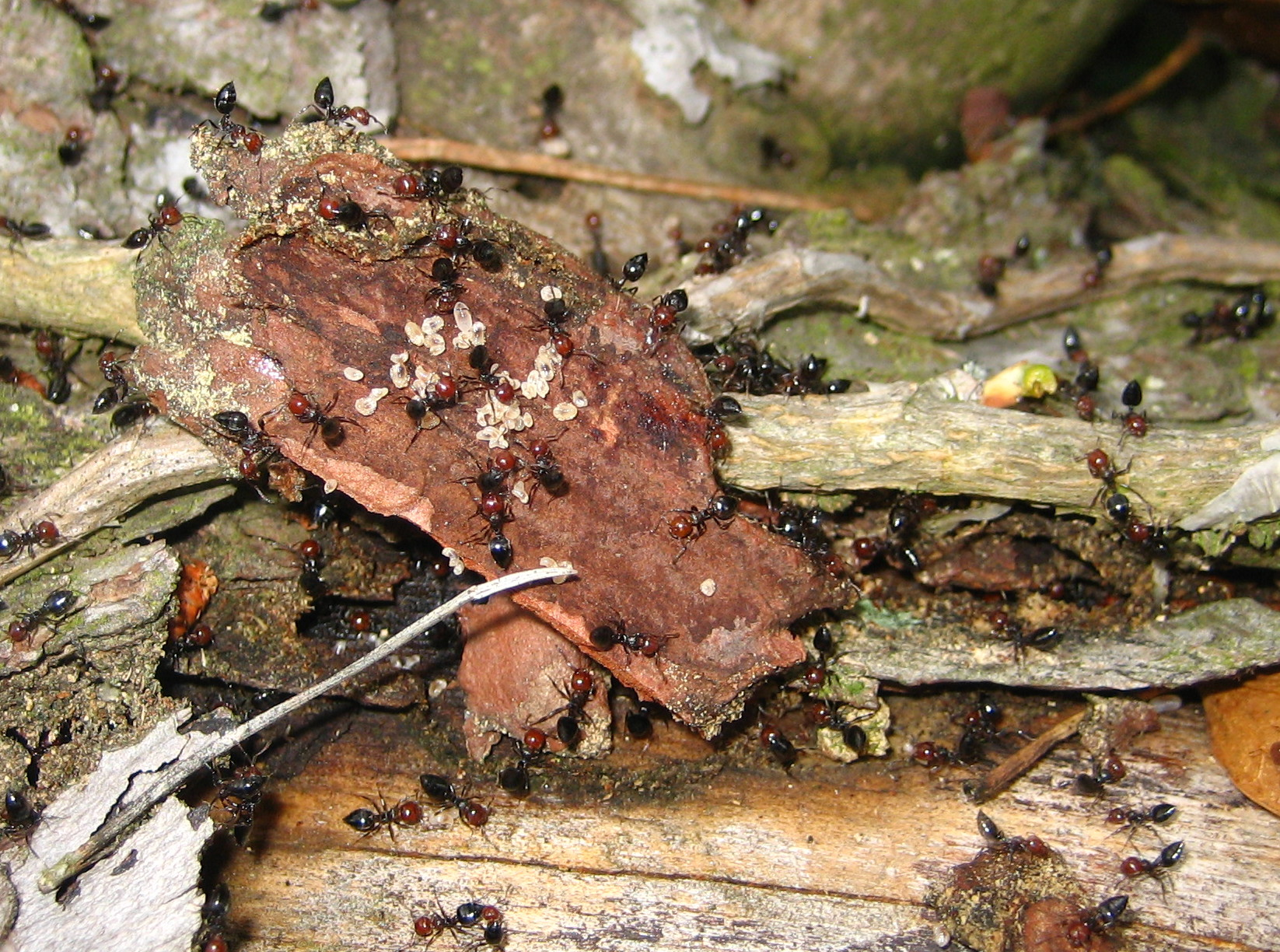
C. scutellaris nidifica sotto la corteccia degli alberi.

Queste formiche nidificano preferibilmente nel legno, sotto le cortecce degli alberi, con una predilezione per gli alberi di ulivo, mandorlo, pino e sughera. Per questa loro abitudine costituiscono talora un serio problema per l'industria del sughero.

Nidificano spesso anche sul legno morto, nelle travi e negli infissi delle case o nelle fessure dei muri, dove costruiscono il nido con una miscela di legno masticato e terra.
Per quanto riguarda il regime alimentare, C. scutellaris è un vorace predatore di piccoli invertebrati, ma può nutrirsi anche di insetti morti; si trova inoltre spesso associato a colonie di afidi, la cui melata rappresenta una fonte di sostanze zuccherine.

Per la sua attività predatoria è stata studiata come possibile strumento di lotta biologica contro la processionaria del pino (Thaumetopoea pityocampa).

Se disturbata o minacciata reagisce inarcando l'addome e secernendo un liquido che risulta repellente per la gran parte delle altre specie di formiche.

## Distribuzione e habitat
La specie è diffusa nei paesi del bacino del Mediterraneo (Europa meridionale, Nord Africa e Medio Oriente).
Il commercio del legname ha portato alla sua introduzione in Germania e nei Paesi Bassi.
Popola una ampia varietà di microhabitat, che vanno dai tronchi degli alberi, al legno morto, incluse le travi delle abitazioni umane.